# 石頭宮殿
15°26′28″N 44°07′31″E / 15.441181°N 44.125297°E
石頭宮殿（阿拉伯语：‎）是靠近葉門首都沙那十公里外一帶，立基在巨岩上的建築。
此建築由18世紀學者阿里·本·萨利赫·阿马里（Ali bin Saleh Al-Amari）所打造，到了20世紀它被選來改建為葉門穆塔瓦基利亞王國創建者叶海亚·穆罕默德·哈米德丁的避暑住所，現今則成為可供遊客免費參觀的博物館場所。
建物內除具備可禦敵和對外射擊的攻守場所外，也擁有私人使用的水源。

## 圖冊
- 宮殿內的水池。
- 圍牆一處。
- 室內的玻璃裝飾。